# DICT
DICT — сетевой протокол для доступа к словарям, созданный DICT Development Group. Протокол описывается в RFC 2229. Создан с целью превзойти проприетарный протокол Webster. Протокол позволяет клиентам одновременный поиск в нескольких словарях, различные алгоритмы поиска, использование мультимедиа. Dict-серверы и клиенты используют TCP-порт 2628.